# Железничка станица Пријевор
Железничка станица Пријевор је од железничких станица на прузи Краљево—Пожега. Налази се у насељу Пријевор у граду Чачку. Пруга се наставља у једном смеру ка Овчар Бањи и у другом према према Чачку. Железничка станица Пријевор састоји се из 4 колосека.